# Кашикиши
Кашикиши — город на юго-восточном берегу озера Мверу, в провинции Луапула в Замбии.
Город расположен к северу от города Нчеленге достаточно близко и иногда называются Нчеленге-Кашикиши. Если в Нчеленге расположено районное правительство и филиалы национальных агентств (банки, почта и т. д.), то Кашикиши — это центр торговли и рыболовства. В Кашикиши находится государственная общеобразовательная школа и католическая миссия Святого Павла, которая включает в себя крупнейший в районе Нчеленге госпиталь.
Основная магистраль на юге связывает города Манса и Серенье, в северном направлении по грунтовой дороге до границы с Демократической Республикой Конго.
Многие молодые люди в Кашикиши талантливы в области музыки и искусства, одни из них делают это из-за любви к Родине, другие для зарабатывания денег, некоторые чтобы показать свой талант.